# Стецький Олексій Іванович
Олексій Іванович Стецький (15 лютого 1896, село Боровщина В'яземського повіту Смоленської губернії, тепер Смоленської області, Російська Федерація — розстріляний 1 серпня 1938, місто Москва, Російська Федерація) — радянський партійний діяч, завідувач відділу партійної пропаганди і агітації ЦК ВКП(б). Член Центральної контрольної комісії ВКП(б) у 1924—1927 роках. Член ЦК ВКП(б) у 1927—1938 роках. Член Організаційного бюро ЦК ВКП(б) з 10 лютого 1934 по 26 квітня 1938 року. Депутат Верховної Ради СРСР 1-го скликання (1937—1938).

## Біографія
Народився 3(15) лютого 1896 року в родині дрібного чиновника. Закінчив Чернігівську гімназію. З 1914 по 1915 рік працював репетитором у місті Чернігові.
З 1915 по 1916 рік навчався в Петроградському політехнічному інституті, закінчив два курси. Одночасно у 1915—1916 роках — секретар лікарняної каси на Петроградському вагонобудівному заводі «Фенікс».
Член РСДРП(б) з вересня 1915 року.
У 1916 році входив до складу Петербурзького комітету РСДРП(б) від студентської більшовицької фракції. У 1916 році заарештований. виключений із інституту та засуджений до адміністративної висилки в місто Перм.
З березня 1917 року — агітатор Петроградського комітету РСДРП(б), член Виборзького районного комітету РСДРП(б). У 1917—1918 роках — секретар фабрично-заводського комітету Петроградського машинобудівного заводу «Старий Лесснер». Учасник Жовтневого перевороту 1917 року в Петрограді та придушення виступу Керенського—Краснова.
У лютому — серпні 1918 року — начальник відділу штабу Червоної армії в Катеринославі та в РРФСР. У вересні 1918 — січні 1919 року — співробітник політичного відділу штабу 3-ї армії РСЧА в Пермі. У 1919 році закінчив прискорений курс Військової академії РСЧА. У 1919—1921 роках — помічник начальника, начальник штабу, командир бригади 42-ї дивізії 13-ї армії РСЧА на Південному фронті.
У 1921 році — завідувач відділення Головного політично-просвітницького комітету («Головполітпросвіт») Народного комісаріату просвіти РРФСР у Москві.
У 1921—1923 роках навчався в Інституті червоної професури. У 1923 році був нелегально відряджений до Берліна, де брав участь в комуністичному повстанні в жовтні 1923 року.
У 1924—1926 роках — завідувач секції Центральної Контрольної Комісії ВКП(б) — Робітничо-селянської інспекції СРСР у Москві. Одночасно у 1925 році — редактор газети «Комсомольська правда». Після смерті Леніна вважався активним прихильником Миколи Бухаріна.
У 1926—1929 роках — член Північно-Західного бюро ЦК ВКП(б). З 1926 року — завідувач відділу преси Північно-Західного бюро ЦК ВКП(б). З 1927 року — завідувач відділу агітації та пропаганди Ленінградського губернського (обласного) комітету ВКП(б).
19 листопада 1929 — 5 січня 1930 року — завідувач відділу агітації, пропаганди і друку ЦК ВКП(б). 5 січня 1930 — лютий 1934 року — завідувач відділу культури і пропаганди ЦК ВКП(б). 10 березня 1934 — 13 травня 1935 року — завідувач відділу культури і пропаганди ленінізму ЦК ВКП(б).
У 1933 році — член Організаційного комітету Спілки радянських письменників, на чолі якого номінально перебував Максим Горький, але де-факто усіма справами керував Стецький. Одночасно у 1934—1938 роках — головний редактор журналу «Большевик».
13 травня 1935 — 26 квітня 1938 року — завідувач відділу партійної пропаганди і агітації ЦК ВКП(б). Керував пропагандистськими кампаніями в 1930-х роках, організовував викриття «троцькістів», «зінов'ївців», «шкідників», «куркулів», «підкуркульників» та інших.
26 квітня 1938 року заарештований органами НКВС. 1 серпня 1938 року Воєнною колегією Верховного суду СРСР засуджений до розстрілу і цього ж дня розстріляний. Похований на полігоні «Комунарка» біля Москви.
Реабілітований Воєнною колегією Верховного суду СРСР 2 червня 1956 року, 3 вересня 1956 року постановою КПК при ЦК КПРС поновлений у партії.